# Кобаясі Хіросі
Кобаясі Хіросі (яп. 小林弘, (23 серпня 1944, Ісесакі) — японський професійний боксер, чемпіон світу за версіями WBC (1967 — 1969) і WBA (1967 — 1971) в другій напівлегкій вазі.

## Професіональна кар'єра
Дебютувавши на профірингу 1962 року, здобув дев'ятнадцять перемог поспіль. 1963 року в бою за вакантний титул чемпіона Японії в напівлегкій вазі зазнав першої поразки технічним нокаутом від Кікусі Манзо.
14 грудня 1967 року в бою проти співвітчизника Нумата Йосіакі здобув перемогу нокаутом і завоював титул чемпіона світу за версіями WBC і WBA в другій напівлегкій вазі. Провівши один вдалий захист проти Рене Баррієнтоса (Філіппіни), провів три нетитульних боя, в двох з яких зазнав поразок. 5 жовтня 1968 року захистив титули в бою проти Хайме Валладареса (Еквадор), після чого відмовився від звання чемпіона WBC. Впродовж 1969—1971 років здобув дев'ять перемог, у тому числі в чотирьох захистах звання чемпіона WBA.
29 липня 1971 року в бою проти Альфредо Маркано (Венесуела) програв технічним нокаутом в десятому раунді. 16 жовтня 1971 року програв нокаутом Роберто Дюрану (Панама) і завершив виступи.